# 吉田千絵
吉田 千絵（よしだ ちえ、1975年7月11日 - ）は、日本の元女子バレーボール選手、現指導者。

## 来歴
岡山県岡山市出身。友人に誘われて小学4年次よりバレーボールを始める。就実中学校在学中には、全国都道府県対抗中学バレーボール大会に3年連続出場。就実高校在学中の1993年には、インターハイ準優勝を果たし、自らも優秀選手に選出された。早稲田大学を経て、1998年に地域リーグの日立茂原（後に茂原アルカス）に入部。
チームが地域リーグから実業団リーグに昇格後、チーム主将として2000年度のV1リーグ準優勝に大きく貢献し、自らも敢闘賞を獲得した。
2014年11月に早稲田大学女子バレーボール部の監督に就任し、2016年度まで務めた。

## 受賞歴
- 2000年 - 第3回V1リーグ 敢闘賞
- 2001年 - 第4回V1リーグ サーブ賞
- 2002年 - 第5回V1リーグ サーブ賞

## 所属チーム
- 岡山市立大元小学校（大元スポーツ少年団）
- 就実中
- 就実高校
- 早稲田大学
- 日立茂原/茂原アルカス（1998-2005年）